# Хольштайн (футбольный клуб)
«Хольштайн» (нем. Kieler Sportvereinigung Holstein von 1900 e. V.) — немецкий футбольный и спортивный клуб, базирующийся в городе Киль, Шлезвиг-Гольштейн. Чемпионы Германии 1912 года.

## История

### До Второй мировой войны
«Хольштайн» является результатом слияния команд Kieler Fußball-Verein von 1900 и Kieler Fußball-Club Holstein. Первым был основан Kieler Fussball-Verein (позже 1. KFV) — 7 октября 1900 года из членов гимнастического клуба Kieler Mannerturnvereins von 1844. Клуб был не очень успешным и позже сосредоточился на лёгкой атлетике.
Kieler Fußball-Club Holstein был создан 4 мая 1902 года и был переименован в Fußball-Verein Holstein von 1902 (FV Holstein Kiel) в 1908 году. Клуб быстро стал конкурентоспособным и в 1910 году он достиг финала чемпионата Германии, где проиграл 0:1 в дополнительное время «Фениксу» (Карлсруэ). В 1912 году «Хольштайн» выиграл немецкий чемпионат, одержав в полуфинале победу над прошлогодним чемпионом «Викторией 89» (Берлин) со счётом 2:1, в финале был обыгран «Феникс» — 1:0. В 1914 году клуб переименован после открытия секций хоккея и лёгкой атлетики, став Sportverein Holstein von 1902.
7 июня 1917 года, 1. Kieler Fussball Verein von 1900 и Sportverein Holstein von 1902, серьёзно ослабленные Первой мировой войной, объединились в единый клуб, существующий до сих пор. Как принято в Германии, датой основания клуба была взята дата образования старейшего, а взяв стадион, форму, цвета, логотип и название «Хольштайн» у S.V. Holstein. На протяжении 1920-х годов клуб продолжал регулярно выступать в плей-офф национального первенства и достиг в 1926 году полуфинала, где проиграл 1:3 «Гройтер Фюрту». В 1930 году «Хольштайн» дошёл до финала, где проиграл со счётом 4:5 «Герте». В следующем году они дошли до полуфинала, где вновь потерпели поражение — на этот раз 0:2 от «1860 Мюнхен».
В Третьем рейхе, немецкий футбол был реорганизован на 16 отдельных дивизионов — гаулиг. «Хольштайн» играл в Гаулиге Нордмарк и регулярно попадал в первую пятерку, но не претендовал на победу. В 1942 году Гаулига Нордмарк была разбита на Гаулигу Гамбург и Гаулигу Шлезвиг-Гольштейн. Не имея больше в соперниках такие сильные команды как «Гамбург», «Хольштайн» сразу же завоевал титул чемпиона и отстаивал его в течение следующих двух сезонов, пока в конце Второй мировой войны чемпионат не был приостановлен. Эти достижения позволили клубу выступать в национальном плей-офф. Они сделали все возможное в 1943 году, когда прошли до полуфинала, прежде чем уступить там будущему чемпиону — «Дрезденер». Команда заняла третье место, победив «Фёрст».

### Послевоенный период
После окончания войны, «Хольштайн» уже не добивался таких успехов. После войны в западной половине страны были созданы пять главных региональных лиг. «Хольштайн» играл с 1947 по 1963 год в Оберлиге Север и два раза занимал второе место (1953, 1957). В 1961 году дублёры выиграли немецкий любительский чемпионат. После формирования в 1963 году единого национального высшего дивизиона (Бундеслига), «Хольштайн» не попал в неё и играл в Региональной лиге «Север». Немецкий футбол был вновь реорганизован в 1974 году с образованием нового второго дивизиона (Вторая Бундеслига), и «Хольштайн» опустился из-за низких результатов в Оберлигу Север. После этого высшим достижением кильцев был выход во Вторую Бундеслигу в 1978 году, откуда они вылетели уже в 1981 году.

### Современный период
С воссоединением Германии в 1990 году, команды из бывшей ГДР вошли в состав объединённого национального чемпионата. Немецкий футбол вновь реорганизован в 1994 году и «Хольштайн» получил право играть в Региональной лиге Север. В 1996 году клуб вылетел в первый раз в Оберлигу Гамбург/Шлезвиг-Гольштейн и вернулся в Региональную лигу Север в 1998 году. К 2007 году клуб скатился в Оберлигу Север, но за два сезона прошли до выхода в недавно созданную Третью лигу в 2009 году. Но в 2010 году вылетел из неё в Региональную лигу «Север».

#### Выход во Вторую Бундеслигу
В сезоне 2017/18 «Хольштайн» вышел во Вторую Бундеслигу. В Кубке Германии 2020/21 «Хольштайн» сенсационно выбил в стадии 1/16 финала действующего обладателя кубка — мюнхенскую «Баварию». Матч закончился со счётом 2:2, но «Хольштайн» выиграл серию пенальти со счётом 6:5. На стадии 1/8 финала «Аисты» победили «Дармштадт 98» по серии пенальти 7:6 (в первые 120 минут матча была ничья 1:1). В четвертьфинале прошли «Рот-Вайсс» Эссен, которая перед этим сенсационно выбила леверкузенский «Байер 04» со счётом 2:1 в дополнительное время и вышли в полуфинал, где проиграли «Боруссии» Дортмунд со счётом 5:0.

#### Повышение в Бундеслигу и вылет из неё
11 мая 2024 года «Хольштайн» в 33-м туре Второй Бундеслиги сезона 2023/24 сыграл с «Фортуной» 1:1, что позволило клубу впервые в своей истории выйти в Бундеслигу.
Уступив «Фрайбургу» в 33-м туре Бундеслиги сезона 2024/2025 10 мая 2025 года со счётом 1:2, «Хольштайн» напрямую вылетел во Вторую Бундеслигу. «Хольштайн» окончил сезон с 25 очками, отставая от 16-го места — «Хайденхайма», имеющего право на стыковые матчи — на 4 очка.

## Достижения
Национальные титулы
- Чемпион Германии по футболу: 1912

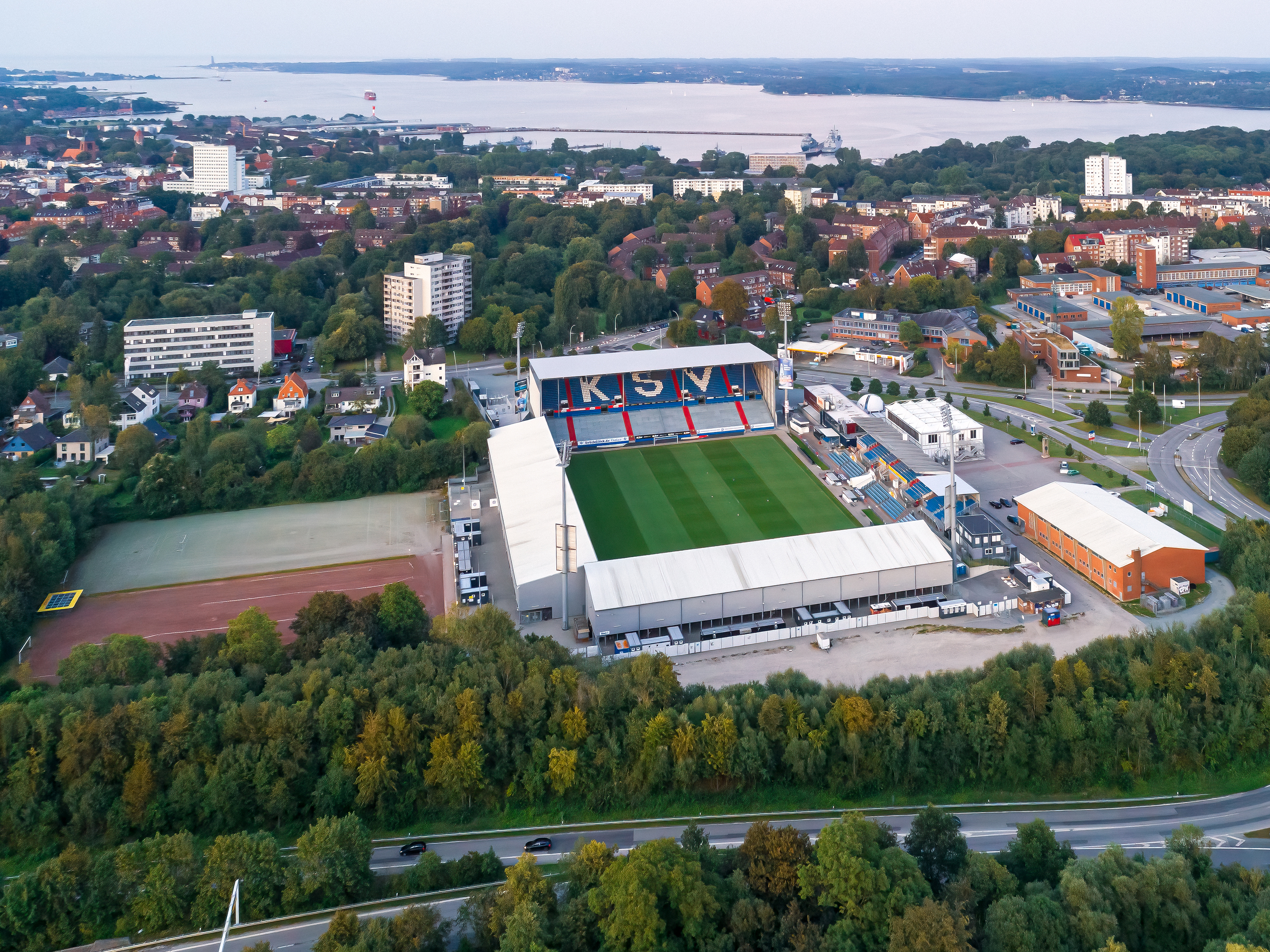
Хольштайн-Штадион

- Чемпионат Германии по футболу — финалист: 1910, 1930
- Полуфиналист Кубка Германии: 2020/21
- Вторая Бундеслига — вице-чемпион: 2023/24

Региональные титулы
- Чемпионат Северной Германии по футболу — чемпион: 1910, 1911, 1912, 1926, 1927, 1930
- Чемпионат Северной Германии по футболу — финалист: 1914, 1922, 1923, 1928, 1929, 1931, 1932
- Гаулига Шлезвиг-Гольштейн — чемпион: 1943, 1944
- Оберлига Север (1947-63) — финалист: 1953, 1957
- Региональная лига «Север» (1963-74) — чемпион: 1965
- Оберлига Гамбург/Шлезвиг-Гольштейн — чемпион: 1998, 2001
- Оберлига Север — чемпион: 2008
- Региональная лига «Север» — чемпион: 2009

## Текущий состав
| 1  | Флаг Германии | Вр  | Тимон Вайнер                           | 1999 |  |  |  |  |  |
| 21 | Флаг Германии | Вр  | Томас Дене                             | 1994 |  |  |  |  |  |
| 31 | Флаг Германии | Вр  | Марцель Энгельхардт                    | 1993 |  |  |  |  |  |
|    |               |     |                                        |      |  |  |  |  |  |
| 3  | Флаг Германии | Защ | Марко Коменда                          | 1996 |  |  |  |  |  |
| 4  | Флаг Германии | Защ | Патрик Эррас                           | 1995 |  |  |  |  |  |
| 5  | Флаг Швеции   | Защ | Карл Юханссон                          | 1994 |  |  |  |  |  |
| 13 | Флаг Хорватии | Защ | Иван Некич                             | 2000 |  |  |  |  |  |
| 14 | Флаг Германии | Защ | Макс Гешвилль                          | 2001 |  |  |  |  |  |
| 17 | Флаг Германии | Защ | Тимо Беккер                            | 1997 |  |  |  |  |  |
| 23 | Флаг Германии | Защ | Лассе Розенбом                         | 2002 |  |  |  |  |  |
| 26 | Флаг Словении | Защ | Давид Зец                              | 2000 |  |  |  |  |  |
| 33 | Флаг Словакии | Защ | Доминик Яворчек (в аренде из «Жилины») | 2002 |  |  |  |  |  |
| 34 | Флаг Германии | Защ | Колин Кляйне-Бекель                    | 2003 |  |  |  |  |  |
| 47 | Флаг США      | Защ | Джон Толкин                            | 2002 |  |  |  |  |  |
|    |               |     |                                        |      |  |  |  |  |  |
| 6  | Флаг Сербии   | ПЗ  | Марко Ивезич                           | 2001 |  |  |  |  |  |

| 7  | Флаг Германии             | ПЗ  | Стивен Скрибски        | 1992 |  |  |  |  |  |
| 8  | Флаг Германии             | ПЗ  | Финн Порат             | 1997 |  |  |  |  |  |
| 10 | Флаг Германии             | ПЗ  | Льюис Холтби (капитан) | 1990 |  |  |  |  |  |
| 15 | Флаг Германии             | ПЗ  | Марвин Шульц           | 1995 |  |  |  |  |  |
| 16 | Флаг Германии             | ПЗ  | Анду Келати            | 2002 |  |  |  |  |  |
| 22 | Флаг Германии             | ПЗ  | Николай Ремберг        | 2000 |  |  |  |  |  |
| 24 | Флаг Норвегии             | ПЗ  | Магнус Кнудсен         | 2001 |  |  |  |  |  |
| 28 | Флаг Германии             | ПЗ  | Аурель Вагбе           | 2004 |  |  |  |  |  |
| 37 | Флаг Боснии и Герцеговины | ПЗ  | Армин Гигович          | 2002 |  |  |  |  |  |
|    |                           |     |                        |      |  |  |  |  |  |
| 9  | Флаг Австрии              | Нап | Бенедикт Пихлер        | 1997 |  |  |  |  |  |
| 11 | Флаг Швеции               | Нап | Александр Бернхардссон | 1998 |  |  |  |  |  |
| 18 | Флаг Японии               | Нап | Сюто Матино            | 1999 |  |  |  |  |  |
| 19 | Флаг Германии             | Нап | Фил Харрес             | 2002 |  |  |  |  |  |
| 20 | Флаг Германии             | Нап | Янн-Фите Арп           | 2000 |  |  |  |  |  |

### Игроки в аренде
| \| № \| \| Поз. \| Имя \| Год рождения \| \| -- \| \| ---- \| --------------------------------------------------- \| ------------ \| \| 27 \| \| Защ \| Тымотеуш Пухач (в «Плимут Аргайле» до 30 июня 2025) \| 1999 \| \| 29 \| \| Нап \| Никлас Нихофф (в «Оснабрюке» до 30 июня 2025) \| 2004 \| \| 32 \| \| ПЗ \| Йонас Штернер (в «Динамо» Дрезден до 30 июня 2025) \| 2002 \| |               |      |                                                     |              |
| № |               | Поз. | Имя                                                 | Год рождения |
| 27 | Флаг Польши   | Защ  | Тымотеуш Пухач (в «Плимут Аргайле» до 30 июня 2025) | 1999         |
| 29 | Флаг Германии | Нап  | Никлас Нихофф (в «Оснабрюке» до 30 июня 2025)       | 2004         |
| 32 | Флаг Германии | ПЗ   | Йонас Штернер (в «Динамо» Дрезден до 30 июня 2025)  | 2002         |

## Форма

### Домашняя
| 2013/14 | 2015/16 | 2017/18 | 2018/19 | 2019/20 | 2020/21 | 2021/22 | 2022/23 | 2023/24 | 2024/25 | 2025/26 |

### Гостевая
| 2013/14 | 2014/15 | 2015/16 | 2017/18 | 2018/19 | 2019/20 | 2020/21 | 2021/22 | 2022/23 | 2023/24 | 2024/25 |
| 2025/26 |         |         |         |         |         |         |         |         |         |         |

### Резервная
| 2017/18 | 2019/20 | 2020/21 | 2021/22 | 2022/23 | 2023/24 | 2024/25 |

Источники:,